# Charles Vyner Brooke
Pour les articles homonymes, voir Brooke.
Charles Vyner de Windt Brooke (né le  26 septembre 1874 à Greenwich et décédé le 9 mai 1963 à Londres) est le troisième Rajah blanc du royaume de Sarawak. Il est le fils ainé de Charles Brooke et de Margaret de Windt. Il règne sur le royaume de Sarawak du 24 mai 1917 au 1er juillet 1946 après le règne de son père. Il abdique à la suite de la Seconde Guerre mondiale en juillet 1946, en laissant ses droits sur le Sarawak au Royaume-Uni.
Il se marie le 21 février 1911 à l'église de Cranbourne avec Sylvia Brett. Leur fille Leonora Margaret Brooke est la mère de Simon Mackay, baron Tanlaw.